# Clark Duke
Clark Duke (Glenwood, Arkansas, 1985. május 5. –) amerikai színész, humorista és rendező.
A HA/VER, a Szextúra és Vissza a jelenbe című filmekben játszott szerepeiről ismert. Ő alakította Clark Greent az Office, Dale Kettlewellt a Greek, a szövetség és Barryt a Két pasi – meg egy kicsi című televíziós sorozatokban.

## Filmográfia

### Film
| Év   | Magyar cím                         | Eredeti cím                | Szerep           | Magyar hang     |
| ---- | ---------------------------------- | -------------------------- | ---------------- | --------------- |
| 2007 | Superbad, avagy miért ciki a szex? | Superbad                   | tizenéves        |                 |
| 2008 | Szextúra                           | Sex Drive                  | Lance Johnson    | Baráth István   |
| 2010 | HA/VER                             | Kick-Ass                   | Marty            | Kováts Dániel   |
| 2010 | Vissza a jelenbe                   | Hot Tub Time Machine       | Jacob            | Baráth István   |
| 2010 |                                    | Journey of Mr. Roger       | önmaga           |                 |
| 2012 | Ezer szó                           | A Thousand Words           | Aaron Wiseberger | Szvetlov Balázs |
| 2013 | HA/VER 2.                          | Kick-Ass 2                 | Marty            | Szvetlov Balázs |
| 2013 | Elvált Szülők Felnőtt Gyermekei    | A.C.O.D.                   | Trey             | Szvetlov Balázs |
| 2013 | Személyiségtolvaj                  | Identity Thief             | Everett          |                 |
| 2013 | Croodék                            | The Croods                 | Thunk (hangja)   | Elek Ferenc     |
| 2014 | Kellemetlen karácsonyi ünnepek     | A Merry Friggin' Christmas | Nelson Mitchler  | Szvetlov Balázs |
| 2015 | Vissza a jelenbe 2.                | Hot Tub Time Machine 2     | Jacob            | Molnár Levente  |
| 2016 | Rossz anyák                        | Bad Moms                   | Dale Kipler      | Elek Ferenc     |
| 2017 |                                    | The Last Movie Star        | Doug             |                 |
| 2018 |                                    | Song of Back and Neck      | Atkins           |                 |
| 2020 | Az arkansasi drogfutárok           | Arkansas                   | Swin Horn        |                 |
| 2020 | Croodék: Egy új kor                | The Croods: A New Age      | Thunk (hangja)   | Elek Ferenc     |

### Televízió
| Év        | Magyar cím               | Eredeti cím                    | Szerep                                | Megjegyzések                                          |
| --------- | ------------------------ | ------------------------------ | ------------------------------------- | ----------------------------------------------------- |
| 1992–1994 |                          | Hearts Afire                   | Elliot Hartman                        | 6 epizód                                              |
| 2004      | CSI: A helyszínelők      | CSI: Crime Scene Investigation | fiú                                   | 1 epizód (Mit eszik Gilbert Grissom?)                 |
| 2006      | Clark és Michael         | Clark and Michael              | Clark                                 | főszereplő és producer                                |
| 2006      |                          | Campus Ladies                  | színész                               | 1 epizód                                              |
| 2007–2011 | Greek, a szövetség       | Greek                          | Dale Kettlewell                       | - főszereplő - magyar hangja:[forrás?] - Timon Barna  |
| 2008–2020 | Robotcsirke              | Robot Chicken                  | több szereplő hangja                  | 7 epizód                                              |
| 2010      | WWE RAW                  | WWE Raw                        | vendég műsorvezető                    |                                                       |
| 2010      |                          | Childrens Hospital             | Sam százados                          | 1 epizód                                              |
| 2012      | Új csaj                  | New Girl                       | Cliff                                 | 1 epizód                                              |
| 2012–2013 | Office                   | The Office                     | Clark                                 | 9. évad (20 epizód)                                   |
| 2014      | Két pasi – meg egy kicsi | Two and a Half Men             | Barry Foster                          | - 8 epizód - magyar hangja:[forrás?] - Szalay Csongor |
| 2015      | Anyák gyöngye            | Mom                            | Jackie Biletnikoff                    | 2 epizód                                              |
| 2015      | Kalandra fel!            | Adventure Time                 | Justin Rockcandy / állkapocstörő srác | 1 epizód                                              |
| 2015      |                          | SuperMansion                   | Ganky                                 | 1 epizód                                              |
| 2016      | A munka hősei            | Workaholics                    | Trilly Zane                           | 1 epizód                                              |
| 2017      | 104-es szoba             | Room 104                       | Jarod                                 | - 1 epizód - magyar hangja: - Markovics Tamás         |
| 2017–2018 | Szénné égek idefent      | I'm Dying Up Here              | Ron Shack                             | - főszereplő - magyar hangja: - Baráth István         |
| 2019      | Veronica Mars            | Veronica Mars                  | Don                                   | 6 epizód                                              |
| 2021–2022 | Konspirációs korporáció  | Inside Job                     | Brett Hand                            | - főszereplő - magyar hangja: - Hamvas Dániel         |

## Fordítás
- Ez a szócikk részben vagy egészben  a   Clark Duke című angol Wikipédia-szócikk ezen változatának fordításán alapul.  Az eredeti cikk szerkesztőit annak laptörténete sorolja fel. Ez a jelzés csupán a megfogalmazás eredetét és a szerzői jogokat jelzi, nem szolgál a cikkben szereplő információk forrásmegjelöléseként.